# Катрін Сіска
Катрін Сіска (ест. Katrin Siska, нар. 10 грудня 1983 в Талліні) — естонська співачка, учасниця естонського поп-рок-гурту Vanilla Ninja (2002); політична діячка.

## Біографія
Мати Катрін, Олена Базарова — росіянка, а батько, Томас Сіска — естонець. Має сестру — Трійн Кетлін. Була в хорі під час навчання в школі і почала грати на фортепіано, коли їй було 7 років.
Катрін та Пірет разом навчалися в Таллінській середній школі.
Одночасно з музичною творчістю Катрін вивчала фінанси та бухгалтерський облік у Талліннській школі економіки, а також міжнародні відносини та дипломатію в Таллінському інституті, але через напружений графік гастролей була змушена взяти академічну відпустку. Після переїзду назад в Естонію з Vanilla Ninja з Німеччини у 2006 році вона повернулася в університет Audentese — там вивчала міжнародне право, але через юридичні проблеми у гурті була змушена перевестися на юриспруденцію, яку закінчила у 2012 році.
Вільно говорить естонською, російською, англійською, німецькою та фінською мовами. В університеті вивчала також французьку. 

## Кар'єра

### Музична кар'єра
Музична кар'єра Катрін повністю пов'язана з групою Vanilla Ninja, в якій бере участь з 2002 року. У 2003 р. вийшов перший однойменний альбом групи, в деяких піснях якого співавторкою тексту і вокалу якого була заявлена Сіска. Разом зі своєю колегою Пірет Ярвіс Катрін дала кілька інтерв'ю відомому в Прибалтиці телеканалу MTV Baltic, як від імені гурту, так і про свою діяльність у гурті і за її межами. 2010 року дала кілька інтерв'ю з приводу конфлікту між учасницями гурту та нового власника лейблу.

#### Музична менеджерка
У травні 2012 року Катрін стала менеджеркою Яни Каск, відомої завдяки своїй перемозі у другому сезоні Eesti otsib superstaari. Вона стала виступати під псевдонімом Miss Jillion, під яким вони створили кілька хітів. Але в серпні 2012 року між ними стався конфлікт і творчий союз розпався.
В кінці листопада 2012 року стала менеджеркою Артема Савицького, який посів друге місце у 5-му сезоні конкурсі Eesti otsib superstaari (Естонія шукає суперзірку).

### Модельна діяльність
Під час свого турне по Європі Катрін Сіска брала участь моделлю для реклами автомобілів, журналів (таких, як FHM) та інших кампаній. Після повернення до Естонії кілька разів брала участь у проходах в деяких естонських показах мод (наприклад у Fashion Fusion).

### Робота на телебаченні
Була однією з провідних на телеканалі ZTV, ведучою на телеканалі TV3 програм «Pärlipeegel» і «Nurgakivi» (2006). Влітку 2008 Сіска стала модераторкою естонського телевізійного шоу «Navigare».

### Громадська та політична діяльність
Взимку 2008 року Катрін Сіска почала працювати в Талліннській міській канцелярії доповідачкою, завдання якої полягало у збиранні інформації для членів міста з питань культури, спорту та молодіжної політики.
У серпні 2009 року Катрін Сіска стала членкинею Центристської партії Естонії. Незабаром після вступу з'явилися чутки про її стосунки з мером Талліна Едгаром Саавісааром. 
У 2011 році балотувалася від партії в парламент Естонії, але набрала 250 голосів і не була обрана.
29 вересня 2011 року організувала пікет біля будівлі уряду Естонії проти зростання цін.

#### На посаді директора культурного центру
У березні 2010 року, після перемоги в конкурсі на посаду директора, почала працювати в культурному центрі Ліндаківі (ест. Lindakivi), змінивши на цій посаді Ігоря Сєдашова, який перебуває на цій посаді з 2007 року і пішов за власним бажанням. Розмір зарплати не був розголошений. Відразу після вступу на посаду Катрін Сіска активно почала працювати і провела кілька культурних заходів. Основним своїм завданням вважає підвищення привабливості культурного центру. В лютому 2014 року пішла у декретну відпустку по догляду за дитиною, на посаді її змінив Марко Лихмус.

## Особисте життя
До свого партнера, бізнесмена Крістьяна, переїхала в лютому 2007 року.
У березні 2013 року з'явилася інформація про вагітність. 20 липня 2013 року народила сина.
Любить екстремальні види спорту і великі автомобілі, займається хатха-йогою, любить подорожувати, фотографувати, писати музику, захоплюється модою, кілька разів пробувала себе в ролі діджейки. Має багато тварин: собаки, кіт, папуга.